# Jumencourt
Jumencourt é uma comuna francesa na região administrativa de Altos da França, no departamento de Aisne. Estende-se por uma área de 6,2 km². Em 2010 a comuna tinha 149 habitantes (densidade: 24 hab./km²).